# 傘松公園

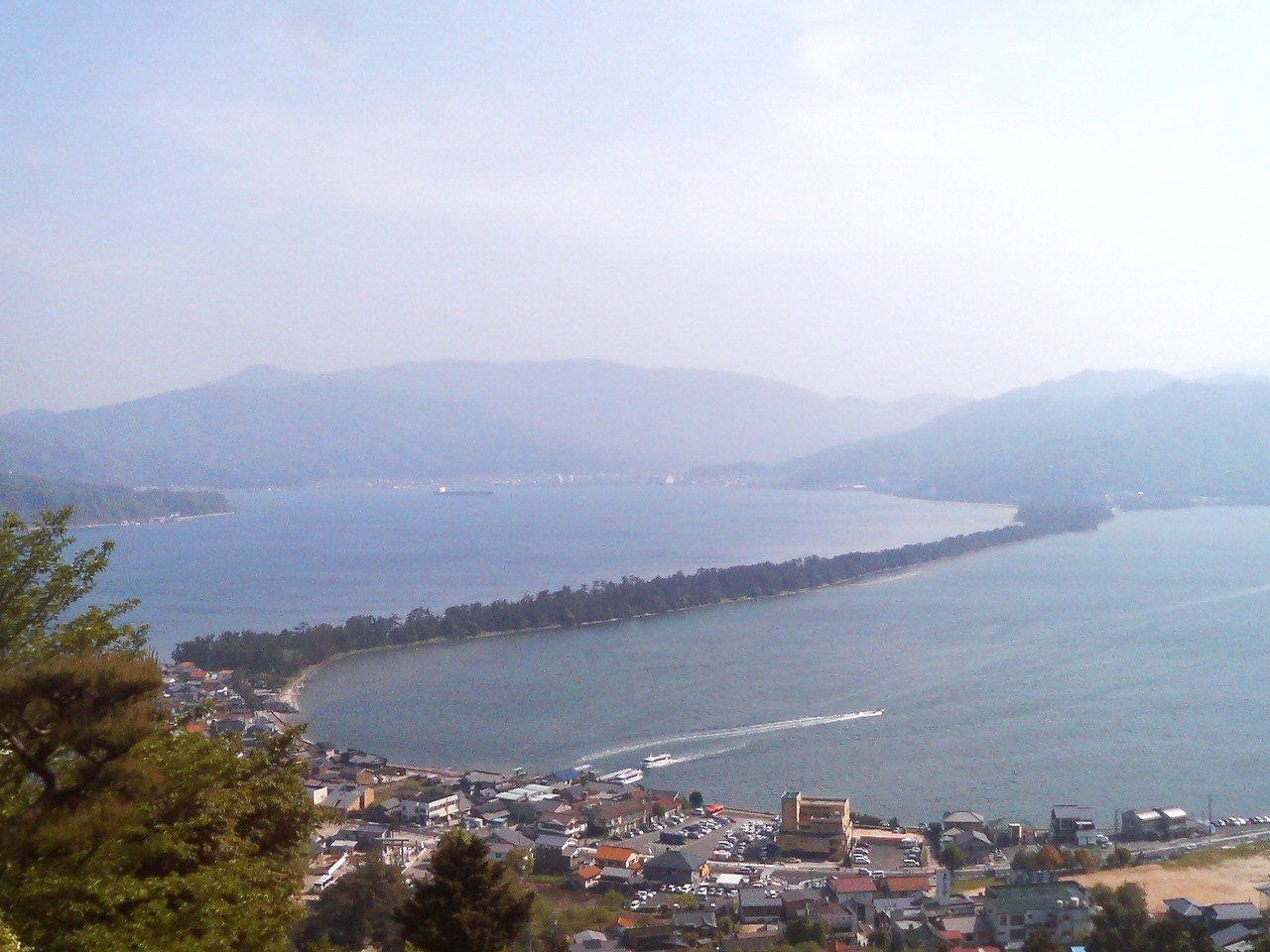
傘松公園から眺められる「斜め一文字」

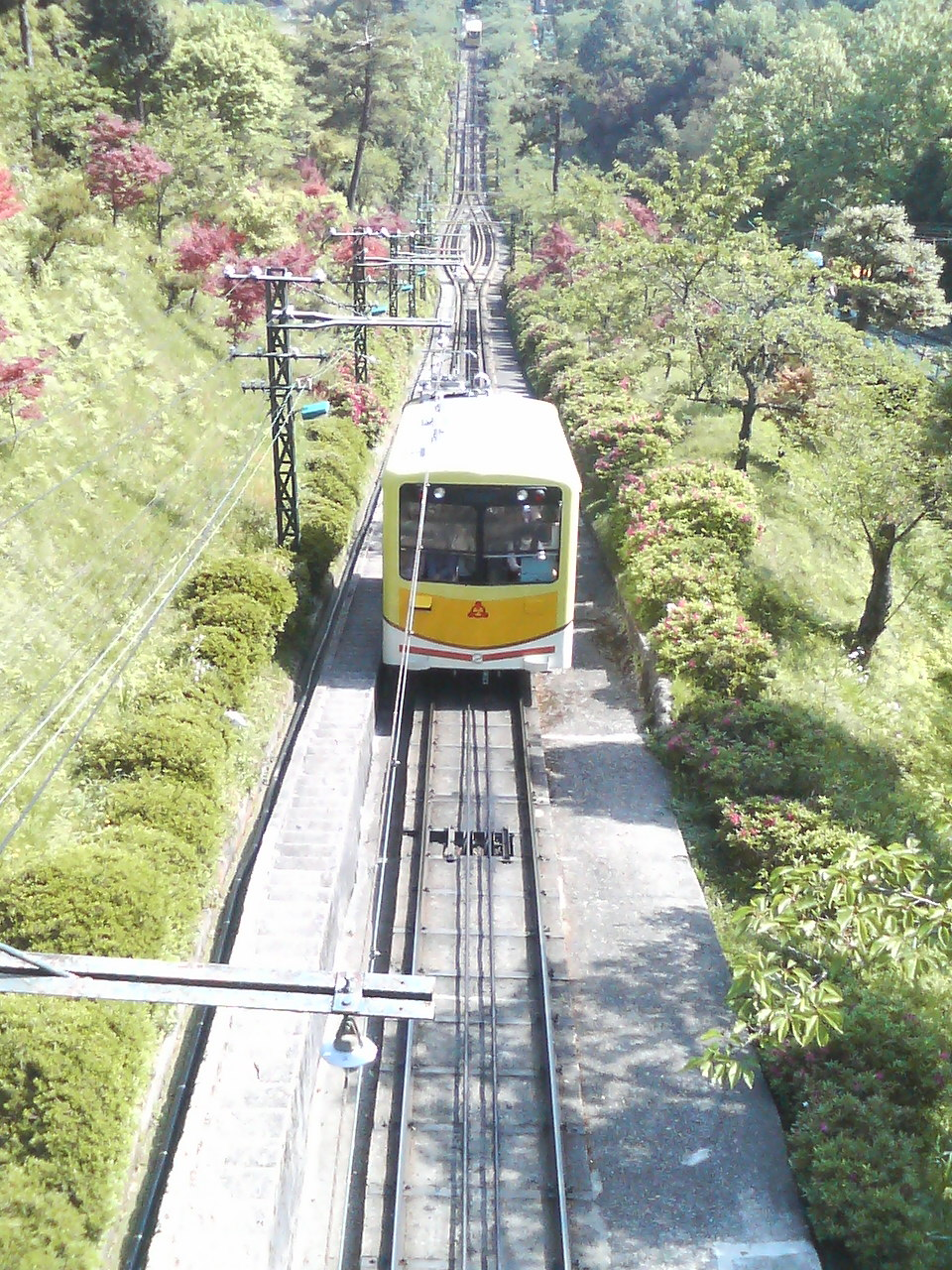
ケーブルカー

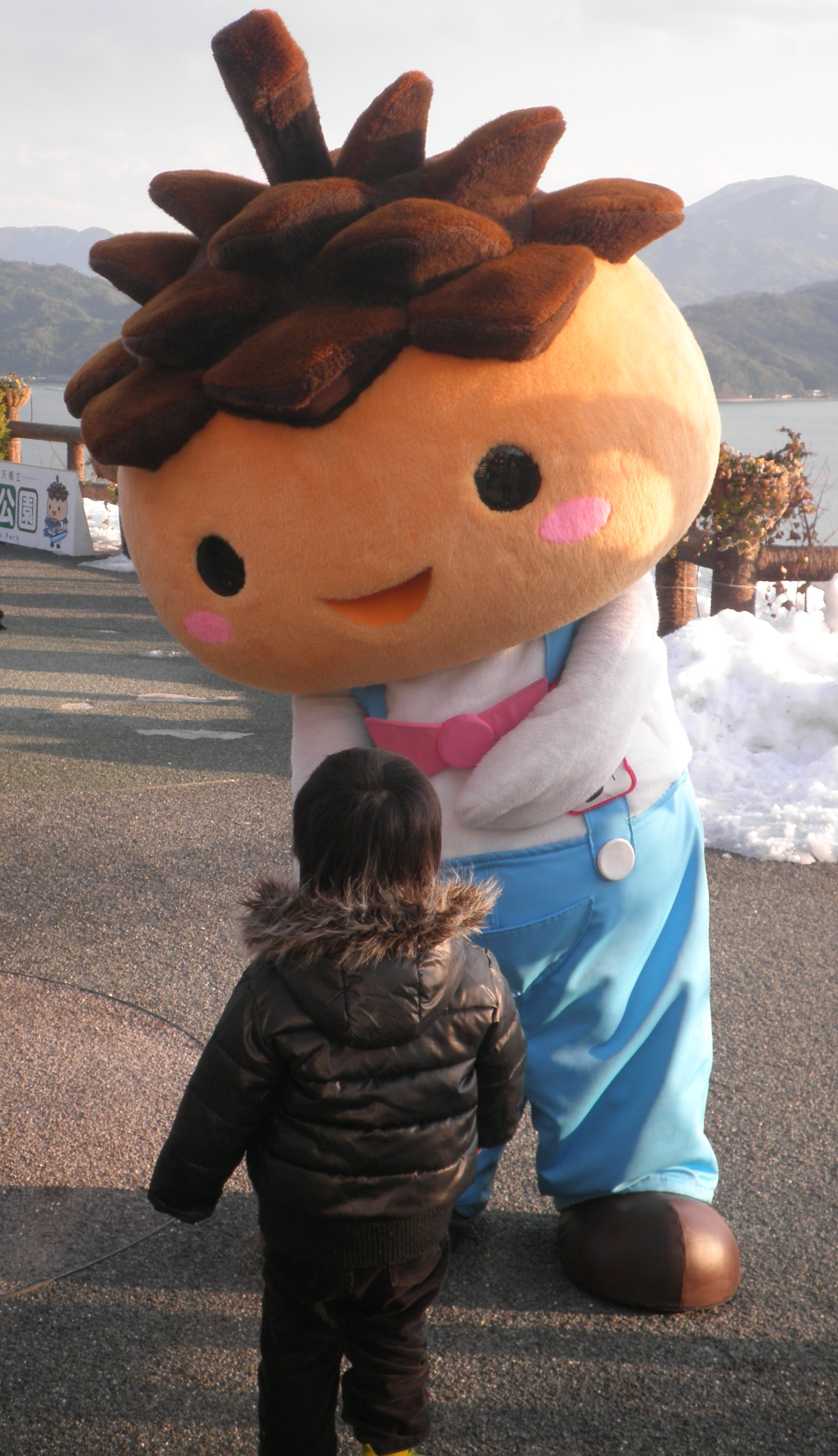
マスコットキャラクターの「かさぼう」

傘松公園（かさまつこうえん）は、京都府宮津市にある公園。丹後海陸交通が運営している。天橋立の北西に位置し眺望が良く、展望台は観光名所のひとつになっている。麓の府中からケーブルカー（天橋立鋼索鉄道）かリフトで登ることができる。
2017年（平成29年）4月、文化庁により、地域の歴史的魅力や特色を通じて日本の文化・伝統を語るストーリー「日本遺産」の「丹後ちりめん回廊」を構成する文化財のひとつに認定された。

## 展望の概要
傘松公園から観る天橋立は「斜め一文字」と呼ばれ、股のぞきをして観ることもできる。股のぞきをすると、天地が逆転し、まさに天にかかる橋のようにみえる。公園は山の上にあるが、さらに徒歩で3分ほど登ると、「傘松」という名の松がある『股のぞき発祥の地』がある。発祥の地からは西国三十三所第28番札所の成相寺へ行くバスが出ている。公園には「天橋立パノラマハウス」があり、中には、レストランや軽食コーナー、売店などがある。また公園の一角には籠神社の祭神天火明命と市杵島姫命が降臨したとされる冠島、沓島遥拝所がある。
天橋立を挟んで対岸には同様の展望施設がある天橋立ビューランド（眺めは「飛龍観」と呼ばれる）が所在する。
また、Kasamatsu 「Park Piano」という名のストリートピアノが、2019年7月に傘松公園山頂傘松駅ケーブルのりば待合室に誕生。
天候等の条件が揃えば屋外に移動する。
ストリートピアノ同様で、自由に演奏できる。

## 事故
2024年2月16日14時15分頃に、同公園の展望台で股のぞきをしていた50歳代の男性が、展望台から約15ｍ下に転落した。男性は負傷したが、命に別状はなかった。京都府警察の調べでは、この男性は数人の友人と共に旅行で天橋立方面に出掛けていたが、ふざけ合っていた友人によって体を押されたことが原因とみている。
この事故を受け、公園を管理する丹後海陸交通は、股のぞきの際には手摺りを握るよう呼び掛けるとともに展望台へ注意書きの設置を行ったが、他の観光客からは景観が損なわれることへの懸念が囁かれている。